# Sybistroma discipes
Sybistroma discipes är en tvåvingeart som först beskrevs av Ernst Friedrich Germar 1817.  Sybistroma discipes ingår i släktet Sybistroma och familjen styltflugor. Arten är reproducerande i Sverige. Inga underarter finns listade i Catalogue of Life.